# Pseudoanthidium
Pseudoanthidium är ett släkte av bin. Pseudoanthidium ingår i familjen buksamlarbin.

## Dottertaxa tillPseudoanthidium, i alfabetisk ordning[1]
- Pseudoanthidium acutum
- Pseudoanthidium alpinum
- Pseudoanthidium arenosum
- Pseudoanthidium beaumonti
- Pseudoanthidium bicoloripenne
- Pseudoanthidium brachiatum
- Pseudoanthidium bytinskii
- Pseudoanthidium campulodonta
- Pseudoanthidium canariense
- Pseudoanthidium cribratum
- Pseudoanthidium damaraense
- Pseudoanthidium deesense
- Pseudoanthidium enslini
- Pseudoanthidium eximium
- Pseudoanthidium guichardi
- Pseudoanthidium ivanovi
- Pseudoanthidium katbergense
- Pseudoanthidium lanificum
- Pseudoanthidium latitarse
- Pseudoanthidium livingstonei
- Pseudoanthidium melanurum
- Pseudoanthidium micronitens
- Pseudoanthidium obscuratum
- Pseudoanthidium ochrognathum
- Pseudoanthidium orientale
- Pseudoanthidium petechiale
- Pseudoanthidium pictipes
- Pseudoanthidium puncticolle
- Pseudoanthidium reticulatum
- Pseudoanthidium rhombiferum
- Pseudoanthidium rotundiventre
- Pseudoanthidium scapulare
- Pseudoanthidium soliferum
- Pseudoanthidium tenellum
- Pseudoanthidium tertium
- Pseudoanthidium truncatum
- Pseudoanthidium tuberculiferum
- Pseudoanthidium wahrmanicum
- Pseudoanthidium variabile